# ŠFK Prenaks Jablonec
ŠFK Prenaks Jablonec là một câu lạc bộ bóng đá Slovakia, đến từ làng Jablonec. Câu lạc bộ được thành lập năm 1937.